# Seabrook, Texas
Seabrook är en stad (city) i Harris County i Texas med en liten del av ytan i Chambers County. Vid 2010 års folkräkning hade Seabrook 11 952 invånare.